# Ngô Văn
Ngô Văn, nacido en 1913 cerca de Saigón y fallecido el 1 de enero de 2005 en París, fue un escritor comunista antiestalinista de Vietnam. Su nombre completo es Ngô Văn Xuyết.
Militante anticolonialista y comunista internationalista, Ngo Van fue perseguido por el poder colonial francés y después por el nuevo régimen pro-estalinista.

## Biografía
Nació en el pueblo de Tan Lo, cerca de Saigón. A partir de los años 1920, Ngo Van participa en la lucha anticolonialista en las filas del movimiento trotskista que, contrariamente a los estalinistas dirigidos desde Moscú por Hồ Chí Minh, daba más importancia al combate de clase que al combate nacionalista. Después de 1945, los trotskistas vietnamitas fueron masacrados por los estalinistas.
Ngo Van ha descrito el Vietnam de su juventud en Vietnam: revolución y contrarrevolución bajo el dominio colonial y contó su vida de militante en Indochina en En el país de la campana hendida (en francés, Au pays de la cloche fêlée, tribulations d’un Cochinchinois à l'époque coloniale). Evoca su infancia, sus actividades de militante y su encuentro con Nguyen An Ninh, que también era militante anticolonialista y fundador del periódico La Cloche fêlée que fue publicado entre 1923 y 1926 en Saigón, y cuyo título era un guiño al poema de Charles Baudelaire.
Refugiado en Francia en 1948, se gana la vida como electricista en la fábrica Simca en Nanterre. Cuenta su vida en Francia en su libro Au pays d'Héloïse. Sigue escribiendo y militando junto a Maximilien Rubel en el seno de Groupe Communiste de Conseils, en Informations et correspondances ouvrières, y después en Échanges et mouvement.
Ngo Van es diplomado de l'École pratique des hautes études y doctor en historia de las religiones.

## Obras

### En español
- Viet-Nam. Revolución y contrarrevolución bajo el dominio colonial 1920-1945
- Memoria escueta: de Cochinchina a Vietnam
- Cuentos populares de Vietnam

### En francés
- Divination, magie et politique dans la Chine ancienne, 1976.
- Viêt Nam 1920-1945. Révolution et contre-révolution sous la domination coloniale, L'Insomniaque, 1996, rééd. Nautilus, 2000.[4]
- Au pays de la cloche fêlée, tribulations d’un Cochinchinois à l’époque coloniale, L'Insomniaque, 2000.
- Au pays d'Héloïse, L'Insomniaque, 2005.
- Le joueur de flûte et l'Oncle Hô : Viêt-nam 1945-2005, Paris-Méditerranée, 2005.